# Five Nights at Freddy's 4
Five Nights at Freddy's 4 (thường được viết tắt là FNaF4) là một trò chơi video kinh dị sinh tồn theo điểm nhấn độc lập được phát triển và phát hành bởi Scott Cawthon. Đây là phần thứ tư của Five Nights at Freddy của loạt cũng như một prequel cho các trò chơi thứ hai. Theo thời gian là phần thứ hai trong loạt. Ban đầu dự định phát hành vào ngày 31 tháng 10 năm 2015, trò chơi đã được đẩy lên ngày 8 tháng 8, sau đó một lần nữa đến ngày 23 tháng 7 khi nó bất ngờ được phát hành trênSteam.  Nó được phát hành cho các thiết bị Android vào ngày 25 tháng 7 năm 2015 và cho iOS các thiết bị vào ngày 3 tháng 8 năm 2015. Một cổng Nintendo Switch, PlayStation 4 và Xbox One đã được phát hành vào ngày 29 tháng 11 năm 2019.
Được công bố vào giữa năm 2015 dưới tựa đề Five Nights at Freddy's: The Final Chapter, trò chơi được coi là một sự khởi đầu từ các trò chơi trước đó, diễn ra trong một văn phòng an ninh. Thay vào đó, trò chơi diễn ra trong phòng ngủ của trẻ em, chú trọng vào các cảnh báo về thời gian và thính giác để hoàn thành các đêm. Kẻ thù của trò chơi là các Nightmare Animatronics (Nightmare Bonnie, Nightmare Chica, Nightmare Freddy, Nigthmare Foxy, Nightmare Fredbear, Nightmare) và một con Animatronic là Plushtrap. Một phiên bản Halloween của trò chơi, Five nights at Freddy's 4: Halloween Edition, giới thiệu sự xuất hiện của Nightmare Mangle thay cho Nightmare Foxy, Nightmare Marionette thay cho Nightmare, Nightmare Balloon Boy thay cho Plushtrap.
Khi phát hành, trò chơi đã nhận được những đánh giá phân cực từ các nhà phê bình; ca ngợi tập trung vào bầu không khí bất ổn của nó, trong khi những người khác không thích về cơ chế mới của trò chơi. Five Nights at Freddy's 4 là trò chơi duy nhất trong toàn bộ series không có lời thoại. Phần thứ năm, Five Nights at Freddy's: Sister Location, được phát hành vào ngày 7 tháng 10 năm 2016.

## Lối chơi
Không giống như các trò chơi Five Nights at Freddy trước đây, trò chơi này không được đặt trong một văn phòng an ninh, mà là trong phòng ngủ của trẻ em; cũng không có camera an ninh và thay vì "Phone Guy", người chơi được hướng dẫn trên màn hình để giúp người chơi trong trò chơi.  Người chơi được trang bị đèn pin, tương tự như trò chơi thứ hai, mặc dù ánh sáng có nguồn năng lượng vô hạn. Nó có thể được sử dụng để xua đuổi mọi con Nightmare Animatronics nhìn thấy dưới hành lang; tuy nhiên, nếu người chơi nghe thấy tiếng thở của Nightmare Bonnie hoặc Nightmare Chica ở cửa hoặc họ thấy Nightmare Fredbear hoặc Nightmare khi bật đèn pin, họ phải đóng cửa lại ngay lập tức. Mặc dù vậy, cánh cửa cuối cùng sẽ mở ra khi người chơi bước đi. Người chơi cũng phải giám sát tủ quần áo để tránh bị tấn công bởi Nightmare Foxy bằng cách đóng nó nếu cần thiết, tương tự như trò chơi đầu tiên, cũng như xua đuổi ba con Animatronic thu nhỏ có biệt danh 'Freddles' ra khỏi giường trước khi họ, một khi cả ba cùng nhau, triệu tập Nightmare Freddy để tấn công người chơi. Nếu người chơi không cẩn thận chiếu ánh sáng về phía hành lang hoặc để cửa ra vào, tủ quần áo và giường không được giám sát quá lâu, người chơi sẽ bị jumpscare, dẫn đến trò chơi kết thúc.
Sau khi đánh bại mỗi đêm, người chơi có thể chơi một minigame có thời gian mang tên "Fun with Plushtrap" , trong đó một phiên bản sang trọng của Springtrap, Animatronic trung tâm trong Five Nights at Freddy's 3, phải được dụ dỗ đến đỉnh của chữ "X" được đánh dấu trên mặt đất trong một khoảng thời gian cụ thể. Nếu người chơi chiến thắng, người chơi sẽ bắt đầu vào đêm hôm sau lúc 2:00 sáng Giống như Animatronic điện tử ác mộng, minigame theo thời gian này trở nên khó khăn hơn khi trò chơi tiếp diễn. Phần thưởng thời gian không áp dụng cho các chế độ mở khóa. Ngoài ra, nếu người chơi kết thúc trò chơi, phần thưởng không còn giá trị cho các lần chơi tiếp theo cùng cấp.
Giống như các trò chơi trước, cốt truyện chính của trò chơi diễn ra trong năm đêm ngày càng khó khăn với các cấp độ mở rộng có thể mở khóa. Bốn đêm đầu tiên sẽ đưa người chơi chống lại bốn Animatronic: Nightmare Freddy, Nightmare Bonnie, Nightmare Chica và Nightmare Foxy. Nightmare Fredbear, nhân vật sẽ áp dụng mọi cách di chuyển của 4 Nightmare Animatronics trước, là kẻ tấn công duy nhất vào đêm thứ năm. Hoàn thành tất cả năm đêm sẽ mở khóa thêm một đêm thứ sáu, trong đó bốn Animatronics sẽ ám ảnh người chơi cho đến khi Nightmare Fredbear tiếp quản khi đồng hồ điểm 4 giờ sáng. Hoàn thành đêm thứ sáu sẽ mở khóa đêm "Cơn ác mộng", trong đó Animatronic rất dai dẳng và hoạt động mạnh mẽ, Nightmare Fredbear được thay thế bằng Nightmare cực kỳ hung dữ, người chơi khi đối đầu với nó ngoài hành lang chỉ có khoảng 0,6 giây để đóng cửa lại. AI của Animatronic đến độ khó tối đa. Các thiết bị mở khóa khác bao gồm các phòng trưng bày các Animatronic và jumpscares khác nhau, cũng như hậu trường về quá trình tạo mô hình 3D cho Fredbear và Foxy.
Như trong hầu hết các mục trước của bộ truyện, câu chuyện của trò chơi được tiết lộ trong các phần minigame theo phong cách Atari giữa các đêm. Mỗi minigame được đặt trong một khung thời gian tương ứng với năm đêm, bắt đầu bằng "5 ngày cho đến bữa tiệc", tối đa là "0 ngày cho đến khi bữa tiệc".

## Cốt truyện
Trò chơi bắt đầu với một minigame cho thấy một cậu bé bị nhốt trong phòng ngủ với những món đồ chơi sang trọng, mà cậu gọi là những người bạn duy nhất của mình.Người ta suy đoán rằng Five Nights at Freddy's 4 là kết quả của việc cậu bé gặp ác mộng khi bị tấn công bởi Nightmare Animatronics và do đó phải tự bảo vệ mình. Sau khi người chơi sống sót vào đêm đầu tiên, con gấu bông Fredbear màu vàng của cậu bé nói với cậu rằng "anh ta" (anh trai của cậu bé) đang trốn trong nhà, trước khi cậu bé bị anh ta đeo mặt nạ Foxy hù dọa. Sau đêm thứ hai, cậu bé bị bỏ rơi tại tiệm bánh pizza (ngụ ý là Bữa tối gia đình của Fredbear được đề cập ngắn gọn trong phần hai trò chơi), chỉ được cảnh báo bởi giọng nói của Fredbear rằng "anh ấy" đang đến và anh ấy phải dũng cảm; tuy nhiên, vì cậu bé sợ linh vật Animatronic và linh vật đắt giá, cuối cùng cậu ta đã làm nũng. Một quả trứng Phục sinh trong cảnh này cho thấy ngắn gọn William Afton từ các trò chơi thứ hai và thứ ba phù hợp với ai đó vào bộ đồ Spring Bonnie.
Sau đêm thứ ba, minigame tiết lộ rằng những đứa trẻ khác trêu chọc cậu bé, gọi cậu là kẻ hèn nhát và khóc nhè,và có tin đồn về Animatronic xuất hiện vào ban đêm và cố gắng giết người.  Cậu bé coi món đồ chơi sang trọng của mình như những người bạn duy nhất của mình và thường tránh sự tương tác với người khác để ủng hộ chúng. Một quả trứng Phục sinh khác trong minigame này thiết lập khoảng thời gian, thông qua một chương trình thương mại hoặc truyền hình có tên " Fredbear and Friends " ngày 1983. Sau đêm thứ tư, người ta đã tiết lộ rằng anh ta đã từng bị nhốt trong phòng phụ tùng và dịch vụ của tòa nhà như một trò đùa. Nếu đêm thứ năm hoàn thành, cậu bé được thể hiện khóc trong bữa tiệc sinh nhật của mình trong tiệm bánh pizza, cùng với anh trai (cùng với những kẻ bắt nạt khác) đeo mặt nạ của Animatronic để trêu chọc cậu bé.Những kẻ bắt nạt, quyết định chơi khăm cậu bé, tóm lấy cậu bé và cố gắng đưa cậu bé đến gần miệng của Animatronic Fredbear để "hôn",  và cuối cùng nhét đầu cậu bé vào miệng của cậu bé Animatronic.  Đột nhiên, Fredbear, người đang hát, ngậm miệng lại, do nước mắt của cậu bé kích hoạt khóa lò xo, và nghiền nát đầu cậu bé trong khi anh trai và bạn bè nhìn chằm chằm vào nỗi kinh hoàng, nhận ra lỗi lầm của mình.
Sau đêm thứ sáu, chàng trai nghe thấy một giọng nói xin lỗi anh ta  khi Fredbear hứa với anh ta rằng anh ta "phá vỡ bao nhiêu lần", anh ta và những người khác sẽ luôn ở đó để "đưa anh ta trở lại" và sẽ luôn ở cậu.  Các nhân vật sau đó mờ dần từng cái một, và âm thanh mờ nhạt của màn hình trái tim phẳng có thể được nghe thấy, cái chết của cậu bé và kết thúc trò chơi. Sau đó, người chơi mở khóa chế độ Nightmare, giống như đêm thứ sáu, ngoại trừ một phim Animatronic mới, Nightmare, một phiên bản hung hăng hơn của Nightmare Fredbear.
Nếu người chơi hoàn thành chế độ Nightmare, hình ảnh của một thân kim loại bị khóa sẽ được hiển thị; nếu người chơi vẫy khóa móc, trò chơi nói rằng "Có lẽ bây giờ một số thứ tốt nhất bị lãng quên."  Cawthon vẫn khó hiểu về những gì bên trong hòm, và cuối cùng tuyên bố rằng ông sẽ không tiết lộ những gì trong đó. Anh ta chỉ đưa ra một manh mối: "Cái gì trong hộp? Đó là những mảnh ghép [câu chuyện của nhượng quyền thương mại] ghép lại với nhau."
Trong suốt trò chơi, nếu màn hình sáng hoặc người chơi nhìn đủ gần, sự tiến triển của số phận của đứa trẻ có thể được nhìn thấy qua các đồ vật bên cạnh giường. Khi người chơi quay sang giường, nhìn sang bên trái chiếc Freddy sang trọng, ba vật thể xuất hiện ở những thời điểm khác nhau: một lọ thuốc, nhỏ giọt IV và một lọ hoa.

## Tiếp tân
| Tiếp nhận |             |
| --- | ----------- |
| \| Điểm tổng hợp \| Điểm tổng hợp \| \| Bộ tổng hợp \| Ghi bàn \| \| --------------- \| ------------- \| \| Metacritic \| (PC) 51/100 \| \| Đánh giá điểm \| \| \| Sự xuất bản \| Ghi bàn \| \| Phá hủy \| 4/10 \| \| Game thủ PC(Mỹ) \| 70/100 \| \| Người bỏ trốn \| 4 sao \| \| Gamezebo \| 4 sao \| \| TouchArcade \| (iOS) 3 sao \| |             |
| Điểm tổng hợp |             |
| Bộ tổng hợp | Ghi bàn     |
| Metacritic | (PC) 51/100 |
| Đánh giá điểm |             |
| Sự xuất bản | Ghi bàn     |
| Phá hủy | 4/10        |
| Game thủ PC(Mỹ) | 70/100      |
| Người bỏ trốn | 4 sao       |
| Gamezebo | 4 sao       |
| TouchArcade | (iOS) 3 sao |

Phiên bản PC của trò chơi đã nhận được tổng điểm 51 trên 100 trên Metacritic dựa trên 6 đánh giá.
Deststalloid chỉ trích lối chơi này quá khó hiểu và đã cho trò chơi điểm số đánh giá là 4 trên 10.The Escapist đã cho trò chơi một số điểm đánh giá tích cực 4 trên 5 sao nói rằng họ thích cơ chế được làm lại, tối hơn và cốt truyện đầy cảm xúc, những cú nhảy đáng sợ và kết thúc buồn nhưng ghi nhận những lỗi và trục trặc của trò chơi.  Nadia Oxford củaGamezebo đã cho nó 4 trên 5 sao trong bài đánh giá của cô ca ngợi nó vì môi trường khốc liệt, âm thanh và đồ họa rùng rợn, và jumpscares. Cô chỉ trích trò chơi là khó tồn tại trong một số môi trường nhất định khi dựa vào tín hiệu âm thanh và phiên bản Android không chứa các minigame lấy cốt truyện làm trung tâm.